# Храм народа
Храм народа (енгл. Peoples Temple) је била квазирелигијска организација коју је основао Џим Џонс. Основана у Сједињеним Америчким Државама, али се 1974. године преселила у Гвајану, где је Џонс засновао комуну Џонстаун у северозападном делу државе, где се 18. новембра 1978. године десило масовно убиство и самоубиство припадника Храма народа.